# هارالد هاوغ
هارالد هاوغ هو لاعب كرة قدم نرويجي، ولد في 12 مايو 1984. لعب مع نادي ليلستروم.